# Jacobus Westland
Jacobus Westland (Wageningen, 1 juni 1902 – Bloemendaal, 6 juni 1944) was een Nederlandse verzetsstrijder in de Tweede Wereldoorlog. Westland, zelf tot het joodse geloof bekeerd, hielp samen met zijn broer Willem veel joden aan een onderduikplek. Een jaar na een aanslag op een "foute" politieman werd beide broers gearresteerd en kort daarna geëxecuteerd. 

## Levensloop
Westland was de tweede zoon van Gerrit Johan Cornelis Willem Westland en Catharina Maria Hovestadt. Zijn vader was handelaar en had zitting in de gemeenteraad van Wageningen. Van huis uit was hij Rooms-katholiek.
Samen met zijn broer Willem was Jacobus Westland eigenaar van zowel het Oranje Hotel als de Luxor-bioscoop in de Hoogstraat in Wageningen. Daarnaast bezaten zij de Luxor-bioscoop in Veenendaal en de Citybioscoop in Wageningen. In 1934 lieten zij een wielerbaan aanleggen in de buurt van de Buissteeg en de Hollandseweg in Wageningen.
Beide broers kwamen wekelijks op de filmbeurs in Amsterdam. Daar leerden zij ook veel Joden kennen. Jacobus Westland ontmoette de Brits-Joodse artieste Rachel Krasner, met wie hij in 1934 trouwde. Om te kunnen trouwen ging Westland over tot het joodse geloof. Na het uitbreken van de Tweede Wereldoorlog hielpen de broers-Westland veel joodse kennissen aan een onderduikadres. Verschillende verbleven in het Oranje Hotel. Ook zijn jongere broers Cees en Jo waren betrokken bij het verzet.
In maart 1943 vond er een mislukte aanslag plaats op de Wageningse NSB-politiecommissaris Willem Marinus Versteeg. De broers Westland waren de opdrachtgever. Zij werden samen met Karel Verschuur en de politieman Den Doelder terecht verdacht van betrokkenheid. Vader-Westland en twee jonge broers werden aangehouden, maar na een aantal dagen weer vrijgelaten. Jacobus Westland was samen met zijn vrouw en broer op tijd vertrokken naar het noorden. Zowel het Oranje Hotel als de Luxor-bioscoop in Wageningen werden gevorderd door de Duitse Wehrmacht.
Willem en Jacobus Westland vonden onderdak bij Hendrik Veldhuis in Slochteren. De Duitse bezetter maakte actief jacht op beide broers. Zo werd de V-Mann Johnny de Droog op de in Wolfheze werkzame dienstbode Coba Jansen afgestuurd, die een relatie onderhield met Jacobus Westland. Zij gaf echter niet thuis. Nadat een gearresteerde onderduiker was doorgeslagen vond er op 23 mei 1944 een inval plaats, waarbij de twee broers, Veldhuis en vier andere onderduikers werden meegenomen naar het Scholtenshuis. Rachel Krasner zat iets verder op ondergedoken bij de familie-Schrik, maar werd diezelfde ochtend nog overgebracht naar een ander onderduikadres.
De broers-Westland werden overgebracht naar Kamp Vught, waar zij ter dood werden veroordeeld. Op 6 juni 1944 werden zij samen met Karel Verschuur en zeventien anderen geëxecuteerd in de Kennemer duinen bij Bloemendaal. Het lichaam van Westland werd na de oorlog herbegraven op de Nieuwe Israëlitische begraafplaats in Wageningen.

## Eerbetoon
Bij Westlands voormalige woning Bowlespark 2 in Wageningen is in 2011 een herdenkingssteen gelegd voor hem en zijn vrouw.